# Gerard van Egmond van de Nijenburg (I)

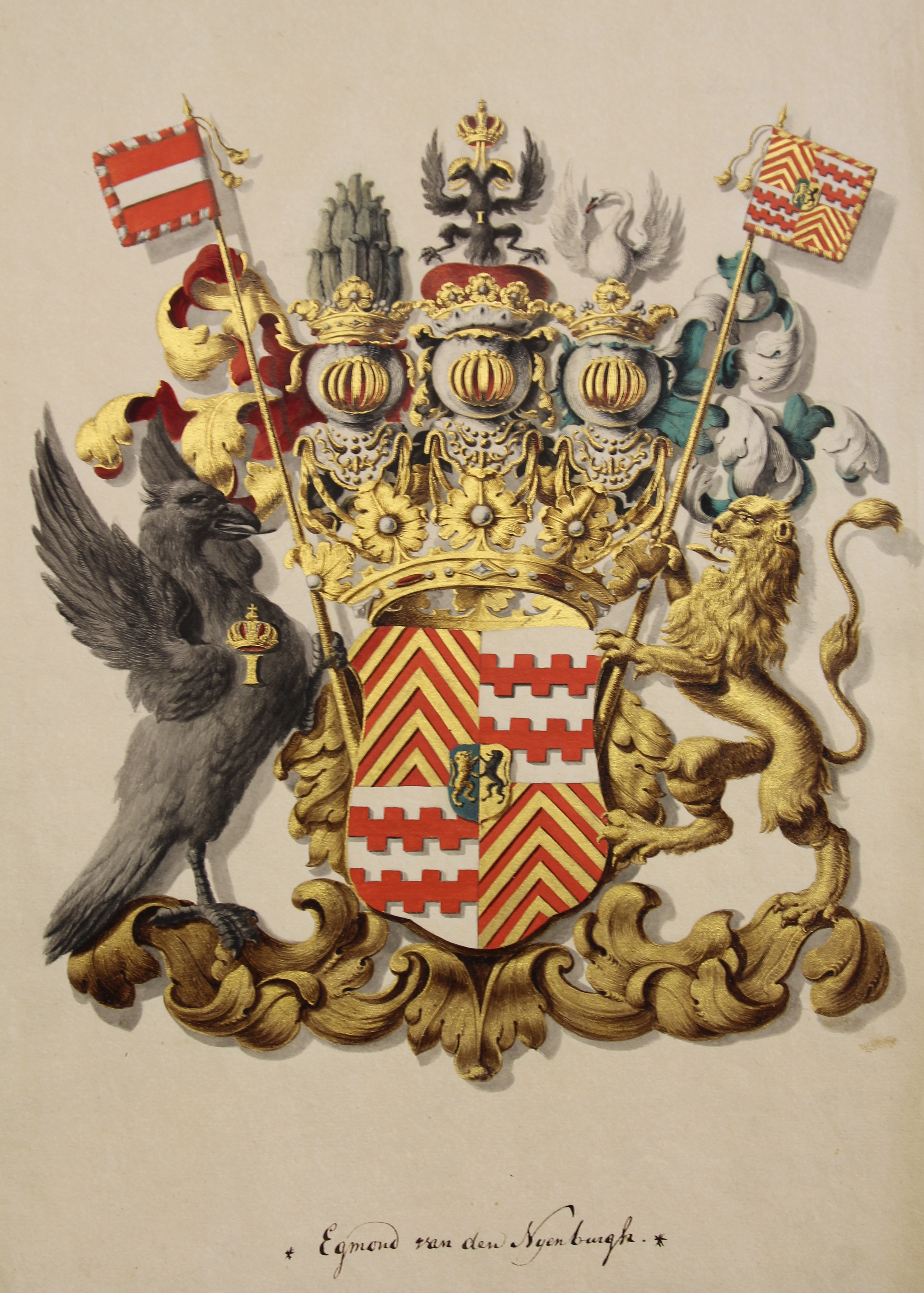
Wappen des Gerard van Egmond van de Nijenburg (Kaiserliche Verleihung im Jahre 1705)

Gerard van Egmond van de Nijenburg (getauft am 2. September 1646 in Alkmaar; † 27. November 1712 ebenda) war ein holländischer Patrizier und oftmaliger Bürgermeister seiner Heimatstadt Alkmaar. 1705 wurde die Familie zu Baronen des Heiligen Römischen Reiches erhoben.

## Leben

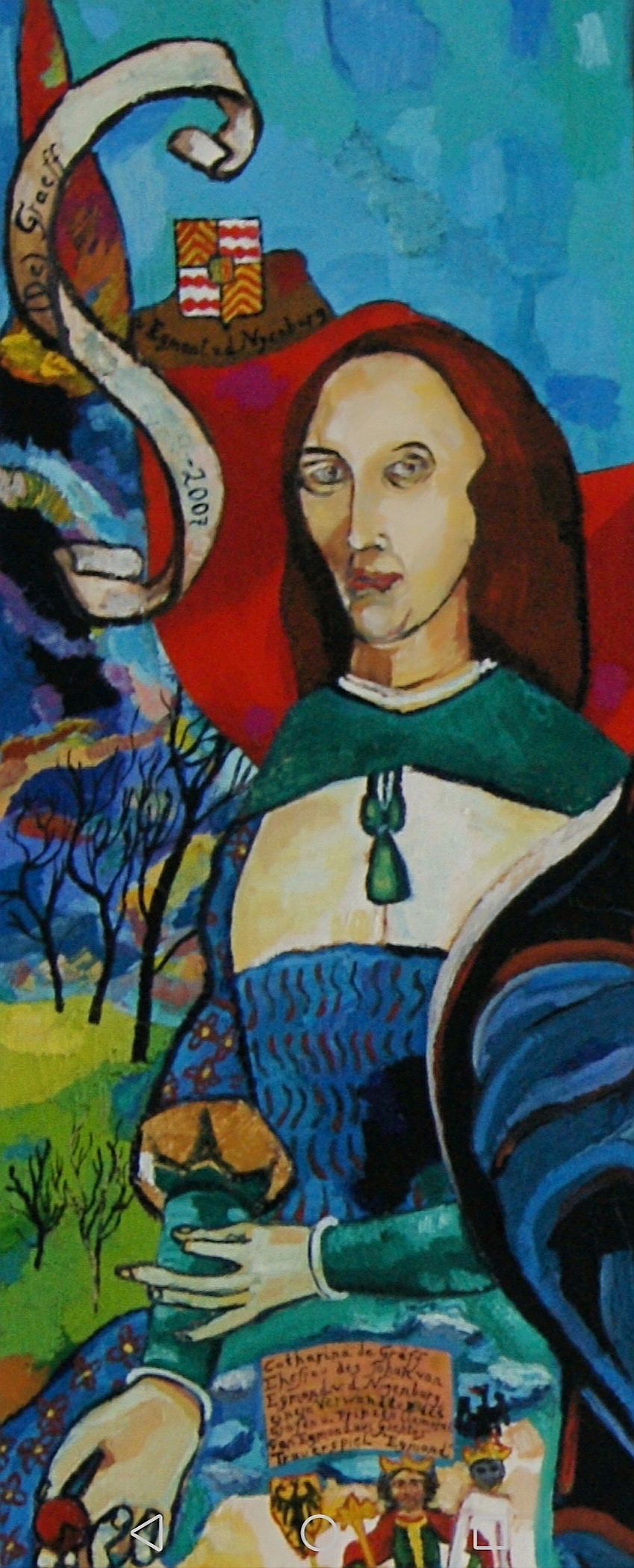
Bildnis der Catharina de Graeff (Ausschnitt aus dem Gemälde "Morbide Zeiten", Teil der Diplomserie "Weltaussenschau-Weltinnenschau" von Matthias Laurenz Gräff, 2008)

Gerard entstammte den Van Egmond van de Nijenburg und war ein Sohn des Johan van Egmond van de Nijenburg und der Catharina de Graeff aus deren Linie zu Alblasserdam und Alkmaar. Gerard ehelichte am 15. Oktober 1675 in Hoorn mit Machteld van Foreest (1642–1721), Tochter des Dirk van Foreest, Sekretär von Westfriesland in Hoorn und der Hester van Foreest. Das Ehepaar hatte sieben gemeinsame Kinder.
Gerard erfüllte diverse Regierungsämter in seiner Heimatstadt Alkmaar; so war er zwischen 1671 und 1678 sechs Mal Schepen und wurde zwischen 1682 und 1712 fünfzehn Jahre als Bürgermeister gewählt. 1682 trat seines Vaters Nachfolge als Deichgraf der wasserauslassenden Schleusen von Kennemerland und Westfriesland. 1687 wurde er Mitglied in der Alkmaaer Vroedschap. Gerard war auch Deichgraf von Heerhugowaard. 1691 erstand er um 15.000 Gulden die ‘heerlijkheid van Petten en Nolmerban'. Für 5.200 Gulden kaufte er den ‘hof van Sonoy’ und trat wohl auch als Käufer und Sanierer von ‘huis IJpenlaan’ bei Heiloo auf. 1705 wurde sein Vater und dessen Nachkommenschaft, und so auch Gerard, durch Kaiser Joseph I. in den Stand eines Barons des Heiligen Römischen Reiches erhoben. Ebenso umschloss die Standeserhöhung die Genehmigung zur Führung des Egmondschen Vollwappen mit ein.

## Weblink
Biografie entnommen aus: Nieuw Nederlandsch biografisch woordenboek. Deel 2 (1912), von P.J. Blok, P.C. Molhuysen (Egmond van de Nijenburg, Gerard van)
| Personendaten    | Personendaten                                                     |
| ---------------- | ----------------------------------------------------------------- |
| NAME             | Egmond van de Nijenburg, Gerard van                               |
| KURZBESCHREIBUNG | holländischer Aristokrat, Patrizier und Bürgermeister von Alkmaar |
| GEBURTSDATUM     | getauft 2. September 1646                                         |
| GEBURTSORT       | Alkmaar                                                           |
| STERBEDATUM      | 27. November 1712                                                 |
| STERBEORT        | Alkmaar                                                           |